# César de Sabran
César de Sabran de Forcalquier († 19. Juni 1720 in Entrevaux) war von 1702 bis 1720 Bischof des Bistums Glandéves in Frankreich.

## Leben
César de Sabran war der Sohn des Charles de Sabran, aus der Familie der Grafen von Forcalquier. Er war Capiscol (Domscholaster) und Domherr in Riez. Am 3. Juni 1702 zum Bischof von Glandèves ernannt, wurde er am 25. September präkonisiert und übernahm nach der Weihe persönlich seine Bischofskirche.
Bischof Sabran hielt sich nur wenig in seinem Bistum auf; er bevorzugte Aix-en-Provence oder Paris als Aufenthaltsort. Dort assistierte er am 2. Mai 1706 bei der Weihe des Bischofs von Nevers, Édouard Bargedé.
Er starb am 19. Juli 1720 in seinem Bischofspalais (Palais de la Sedz).